# Brad Carlton
Brad Carlton is een personage uit de Amerikaanse soapserie The Young and the Restless. De rol werd vertolkt door acteur Don Diamont. Hij kwam in de serie in 1985 en bleef tot de zomer van 1996, keerde in juni 1998 terug en bleef tot zijn personage in 2009 om het leven kwam. In 1993 maakte hij kort de overstap naar zusterserie The Bold and the Beautiful, waarin hij hetzelfde personage speelde. Na zijn vertrek in 2009 ging hij opnieuw naar die serie om een ander personage te spelen; Bill Spencer Jr..

## Personagebeschrijving
Brad kwam in 1985 naar Genoa City en ging werken op het domein van de familie Abbott. De onzekere Abbott-dochter Traci werd verliefd op hem. Kort daarna maakten ze afspraakjes en John Abbott gaf hem een baan bij Jabot Cosmetics. Brad zorgde voor goede verkoopcijfers en op zijn trouwdag met Traci maakte John hem hoofd van de verkoopafdeling waarmee hij zijn schoonbroer Jack verving.
Traci ging een tijdje naar Californië om naar school te gaan en terwijl ze weg was begon Brad een affaire met Lauren Fenmore. Jack, die achterdochtig was huurde detective Paul Williams in om zijn verleden na te trekken. Paul ontdekte dat Brad jaren geleden tuinman was van de rijke familie Mansfield en dat hij getrouwd was met de 16-jarige dochter des huizes Lisa. Haar vader liet het huwelijk annuleren en stuurde Brad wandelen. Traci keerde terug en zij had gevoelens voor haar professor Tim Sullivan. Om zijn huwelijk te redden ging Brad akkoord om een kind te verwekken bij Tracy. Ashley vroeg aan Jack om het geluk van hun zus niet te verstoren en hij hield zijn mond.
Kort daarna kwam arriveerde Lisa in Genoa City en vroeg aan Brad om haar te helpen met papierwerk. Ze beloofde om hem met rust te laten eens het gedaan was, maar ze drogeerde hem en nam foto's van hen in bed. Nadat hij wakker werd loog ze tegen hem dat ze seks gehad hadden. Brad kreeg nu ook problemen op het werk en de verkoop daalde. Hij nam bijna een job in Chicago aan totdat hij wist dat Lisa zijn bazin zou zijn. Nadat John hem ontsloeg nam hij maar wat graag een job aan in het bedrijf van Lauren. Hij waarschuwde Lisa dat ze hem en Traci moest gerust laten.
Lisa gaf echter niet zomaar op en kocht een huisje in de bergen, met een kooi in de woonkamer. Ze huurde iemand in om de stem van Brad na te doen en ging dan met de foto's naar Traci. Ze vertelde haar dat zij en Brad samen de stad verlieten. Brad werd door mannetjes van Lisa ontvoerd en ze stuurde een tape naar Lauren en Traci waarin "Brad" zei dat hij Genoa City verliet met zijn grote liefde, Lisa. Nadat ze de tape hoorde kreeg Traci een miskraam.
Lisa verzorgde Brad en hij speelde het spelletje mee omdat hij geen andere keuze had. Op een avond reconstrueerde ze hun bruiloft en toen ze naar de slaapkamer gingen werd ze ziek. Brad probeerde te ontsnappen, maar werd opnieuw in de kooi gestopt door de handlangers van Lisa. Hij werd ziek, maar Lisa weigerde zijn verzoeken om hem naar een ziekenhuis te brengen. Ze belde wel 911 en vroeg een voorschrift voor hem.
In de apotheek werd ze gezien door Lauren, die op skireis was met Jack. Ze volgde haar en vond Brad, maar Lisa sloot haar bij Brad in de kooi op. Lisa draaide de gaskraan open en liet hen achter om te sterven, maar liep dan Jack tegen het lijf op weg naar buiten. Ze trok haar pistool, dat Jack haar al snel afhandeig maakte. Toen hij de deur inbeukte om Brad en Lauren te redden kon Lisa ontsnappen, sindsdien werd ze niet meer gezien.
Terwijl Brad weg was had Traci de scheiding aangevraagd en was ze iets begonnen met Tim. Brad wilde Traci terug winnen en bedacht een plannetje samen met Ashley. Ze zouden flirten om Traci zo jaloers te maken. Traci stopte de scheiding, maar Brad werd nu verliefd op Ashley en hij besloot te scheiden van Traci.
Victor Newman liet zich door Brad vervangen als tijdelijke CEO in zijn bedrijf Ra-Tech en maakte hem ook vicedirecteur van Newman Enterprises. Cassandra, die verliefd was op Brad, bood hem een permanente job aan bij Ra-Tech.
Hij vroeg Ashley ten huwelijk, maar Traci besloot om hem terug te winnen. Ze voelde zich verraden door haar zuster. Ashley ging weg om achter haar gevoelens te komen en kwam haar oude liefde Victor tegen, waarmee ze de liefde bedreef. Brad nam nu het voorstel van Cassandra aan en ging voor Ra-Tech werken, om de details uit te werken besloot hij om mee te gaan op skireis naar Aspen. Cassandra drogeerde hem echter en ze vlogen naar Las Vegas. De volgdende dag werd Brad groggy wakker en ontdekte dat hij getrouwd was met Cassandra.
Ze zei hem dat hij uit eigen wil met haar getrouwd was, maar hij maakte zich zorgen dat hij een afspraak met Traci miste omdat de terugvlucht werd afgelast door een sneeuwstorm. Toen ze terugkwamen in Genoa City werd hij CEO van Ra-Tech en bleef ook voor Newman werken uit loyauteit voor zijn ex-schoonvader John. Het huwelijk was voorbij zodra hij ontdekte dat Cassandra hem gedrogeerd had. Ze gingen op vriendschappelijke wijze uit elkaar, maar op haar weg naar Paul Williams om de papieren te tekenen, werd Cassandra door een truck aangereden en kwam ze om het leven. Iedereen dacht dat Paul haar geld zou erven, maar de scheidingspapieren waren nog niet getekend waardoor Brad erfgenaam werd van haar fortuin.
Traci en Brad groeiden weer naar elkaar toe, maar Ashley gebruikte hem als steun en toeverlaat voor haar huwelijksproblemen. Zijn plannen met Ashley werden in de kiem gesmoord toen hij ontdekte dat Traci zwanger was. Hoewel ze zei dat ze het kind alleen wilde opvoeden zei Brad dat hij van haar hield en een vader voor het kind wilde zijn. Ze trouwden een tweede maal.